# Szemerey Zsófi
Szemerey Zsófi (Kazincbarcika, 1994. június 2. –) Európa-bajnoki bronzérmes magyar válogatott kézilabdázó, kapus, a Győri Audi ETO KC játékosa.

## Pályafutása

### Klubcsapatban
2014-től három éven át szerepelt a Mosonmagyaróvári KC együttesében, ahol az egyik legemlékezetesebb mérkőzésén 2014 októberében egész pályás gólt szerzett a Szeged elleni bajnokin. A 2017–2018-as szezonban a Siófok KC kapuját védte, ahol Pastrovics Melinda és a román Denisa Dedu volt a posztriválisa. 2018 nyarától a Ferencvárosi TC kapusa volt. Két szezont töltött a fővárosi klubnál, majd visszatért Mosonmagyaróvárra. 2024 nyarán a francia Metz Handball játékosaként folytatta pályafutását. A 2024-2025-ös szezon végén kupagyőzelmet és bajnoki címet ünnepelhetett csapatával, és két válogatottbeli csapattársával, Vámos Petrával és Szöllősi-Schatzl Nadine-nal. 2025 nyarától a Győri Audi ETO csapatában kézilabdázik.

### A válogatottban
2013-ban a junior korosztályú magyar válogatott tagjaként Európa-bajnoki ezüstérmet szerzett és korosztályának legjobbjának választották Magyarországon. Tagja volt a 2014-ben junior-világbajnoki 5. helyezett válogatottnak is.
Első felnőtt világversenye a 2021-es világbajnokság volt, a keretbe Janurik Kinga pozitív koronavírustesztjét követően került be. A 2023-as világbajnokságon a Szenegál elleni csoportmérkőzésen ütközött az ellenfél egyik játékosával, így a torna további mérkőzéseit kihagyni kényszerült. Tagja volt a 2024-es párizsi olimpián 6. helyezett magyar csapatnak. A decemberi Európa-bajnokságon a magyar válogatott 12 év után újból bronzérmet szerzett a kontinenstornán, amelynek Szemerey is tagja volt. A torna során több bravúros védéssel segítette a csapatot, és a torna egyik legjobb kapusa volt.

## Sikerei
- Francia bajnokság
  - Győztes: 2025
- Francia kupa
  - Győztes: 2025